# CTF Finance Centre
El Chow Tai Fook Finance Centre es un rascacielos que se localiza en Cantón, China. Es el segundo del complejo de dos rascacielos con vistas al río Perla en Cantón. Su altura final es de 530 metros con 111 pisos. Su construcción finalizó en 2016. Es una torre, de 398.000 m² de espacio para hoteles, oficinas y apartamentos. Está situado al lado de la torre Guangzhou International Finance Center en el distrito de Tianhe, en Guangzhou. El CTF Finance Centre se encuentra entre las estructuras más altas de China, siendo el noveno rascacielos más alto del mundo.
Está conectado al ferrocarril público a través de conexiones de metro en los niveles del sótano y los edificios cercanos a través de una red de segundo nivel de los puentes peatonales.

## Datos
La torre alberga 208 720 m² de oficinas, 74 260 m² de apartamentos, y 45 924 m² del programa de hoteles. 
El diseño de la torre CTF Finance Centre se deriva de sus múltiples usos, sino también de la cercana Guangzhou International Finance Center y Torre de televisión de Cantón. El efecto global de la torre, que se encuentra en la esquina suroeste, es una forma cristalina que asciende al cielo. 
En el sur y el oeste, la torre está rodeada por el acceso al vestíbulo de y los ascensores. En el sureste se ubica un hotel dedicado a los huéspedes visitantes del hotel. La entrada está cubierta, lo que ofrece una experiencia de entrada discreta y lujosa.
La fachada de la torre está diseñada para enfatizar su verticalidad. Dicha fachada, que es una combinación de vidrio, madera y piedra, se envuelve en la torre y ofrece amplias terrazas de restaurantes y cafés. Una cubierta de techo de gran tamaño sobre el área del hotel sirve como un área para banquetes al aire libre.
El edificio emplea una serie de herramientas de eficiencia energética con el fin de reducir su huella ambiental. Estos incluyen el uso de enfriadores de alta eficiencia, materiales de fachada con buenas propiedades térmicas, y la recuperación de calor de los condensadores de enfriadores de agua enfriada.

## Galería

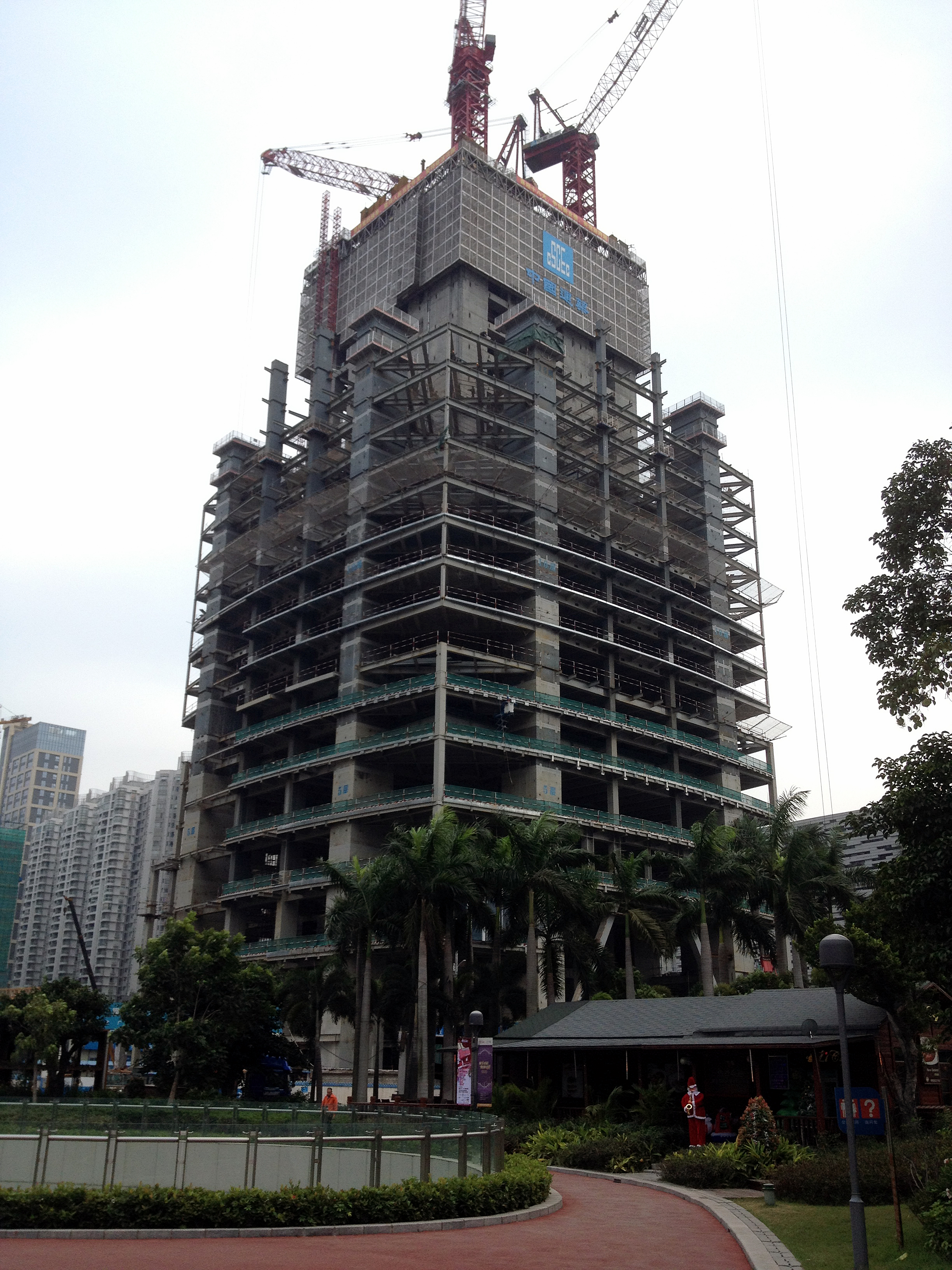
Diciembre de 2012
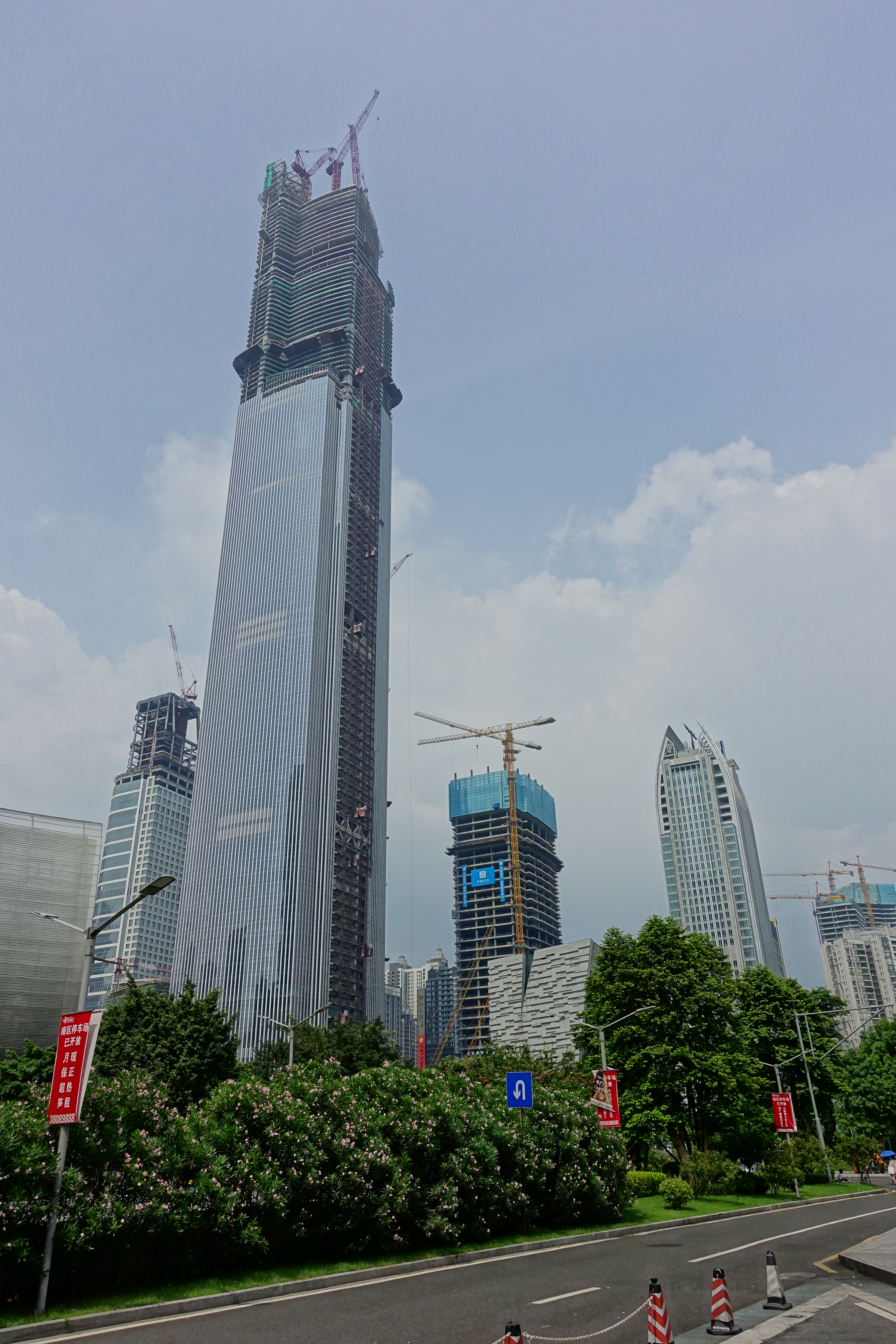
Julio de 2014
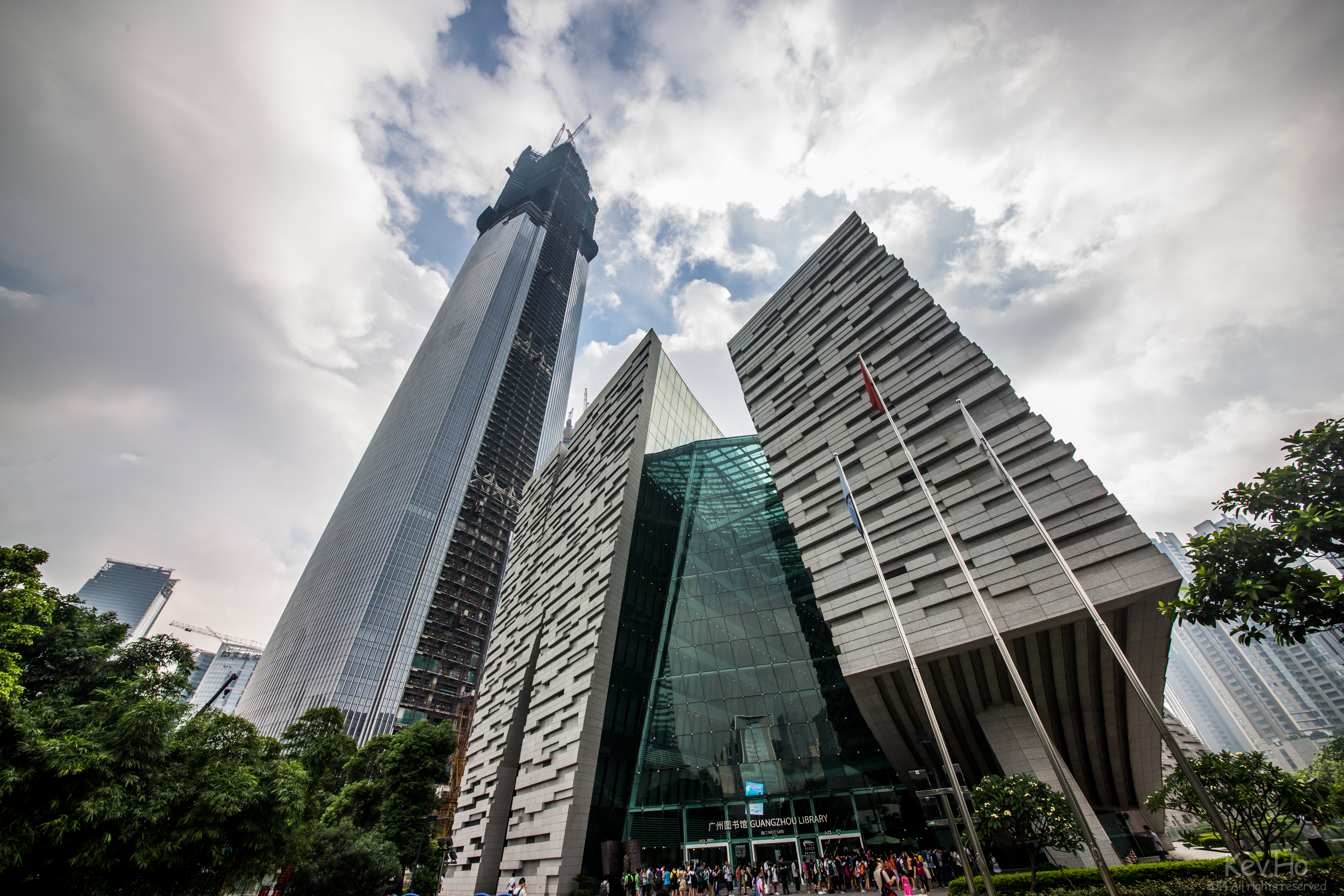
Agosto de 2014
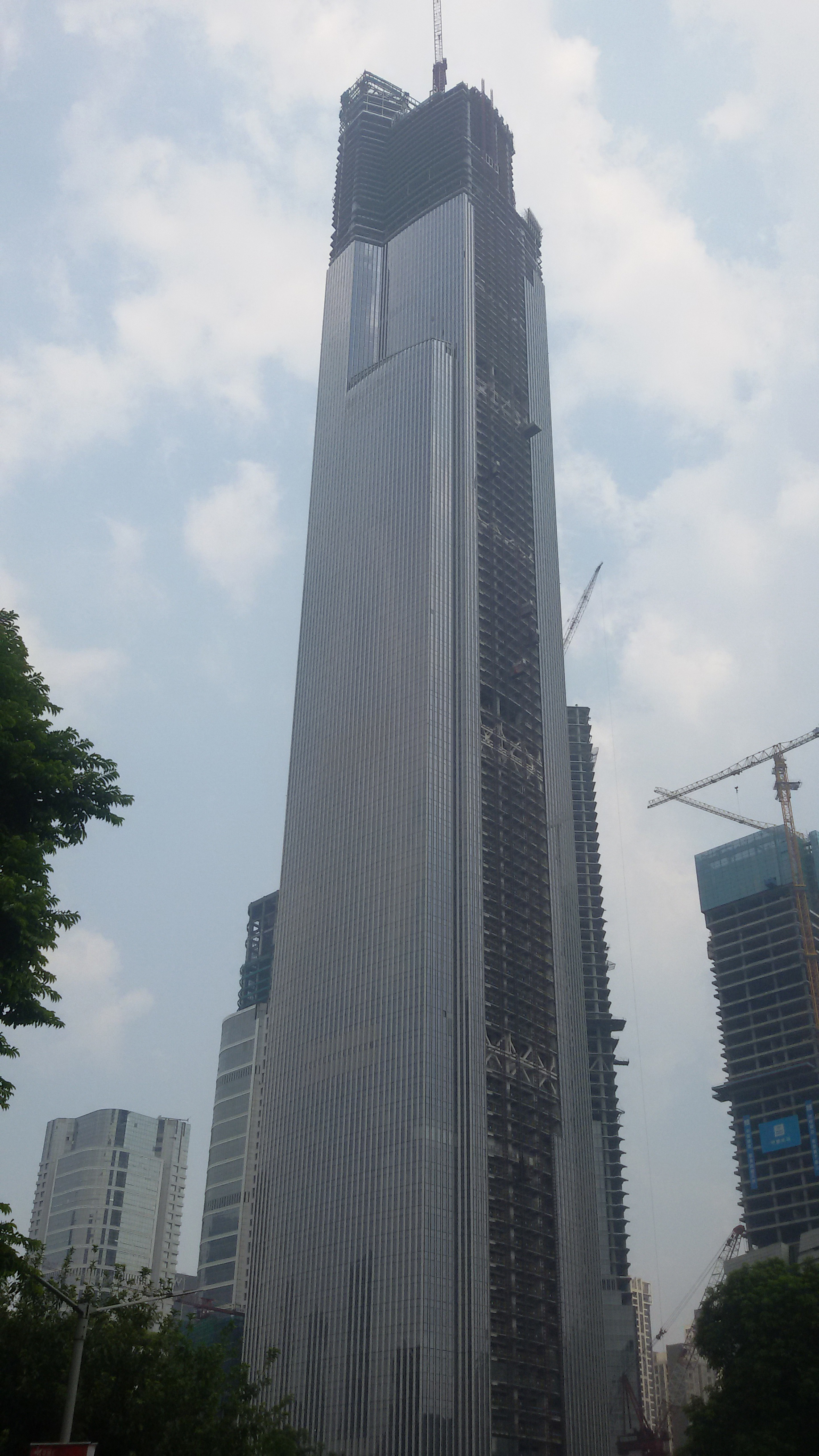
Septiembre de 2014
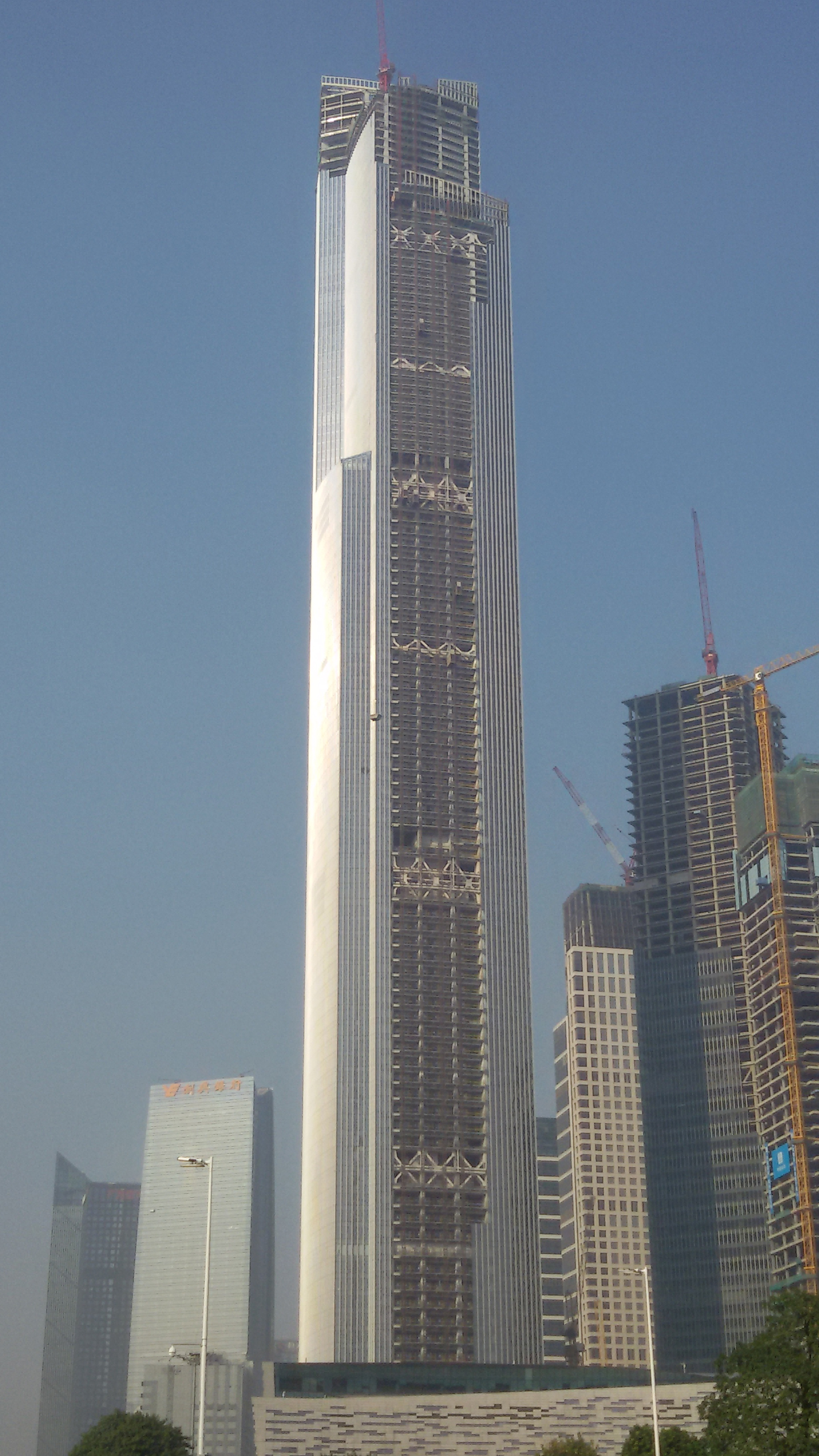
Enero de 2015
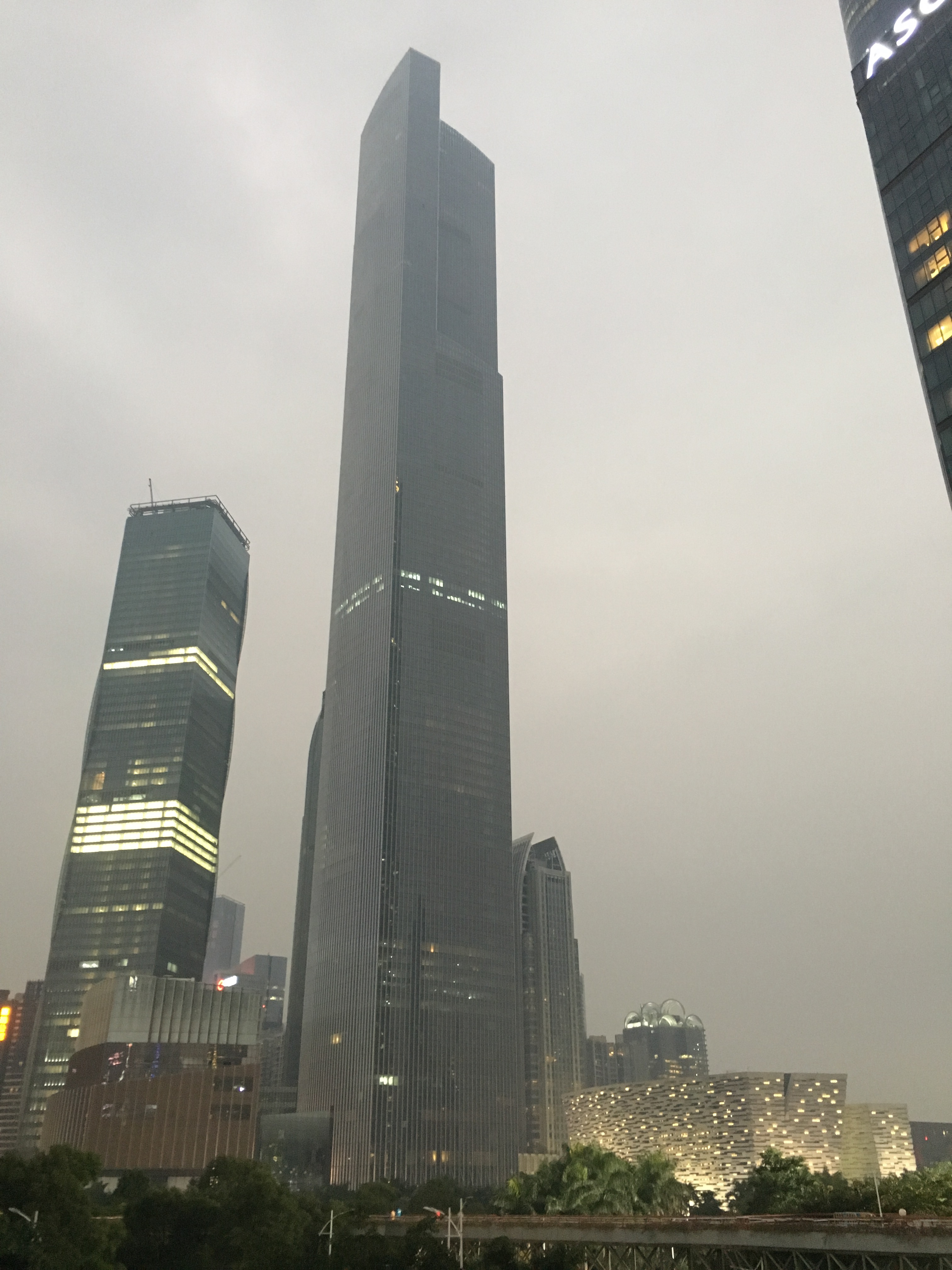
Diciembre de 2015